# 레이몬드 드월트
레이몬드 엘머 디월트(영어: Raymond Elmer DeWalt, 1885년 10월 9일~ 1961년 5월 8일)는 1922년에 방사형 팔톱(radial arm saw)을 발명한 미국인 발명가이자 기업가다. 1924년, 그는 방사형 팔톱 "원더-워커"(Wonder-Worker)를 제조 및 판매하기 위해 펜실베이니아주 레올라에 디월트 제품 회사(DeWALT Products Company)를 설립했다. 1953년에 캐나다로 서비스를 확장했다. 펜실베이니아주 오크빌 컴벌랜드 카운티(Oakville Cumberland County)에서 태어나 메카닉스버그에서 사망했다.